# تنظيم بيعة الإمام
تنظيم بيعة الإمام أو جماعة الموحدين، كانت جماعة إسلاميَّة سلفيًّة جهاديًّة ظهرت وتكوَّنت في الأردن في أغسطس سنة 1993. أنشأها «أحمد فضيل نزال الخلايلة» المُلقب بـ أبو مصعب الزرقاوي (منصبه: أمير الجماعة) بالشراكة مع «خالد العاروري» المُلقب بـ أبو القسام الأردني (منصبه: من أهل الحل والعقد)، ومع الأردني من أصل فلسطيني «عصام البرقاوي» المُلقب بـ أبو محمد المقدسي (منصبه: أمير الجناح الدعوي) بعد انتقال هذا الأخير إلى الأردن سنة 1992، قادمًا من الكويت التي دخلها سنة 1990 إثر عودته من أفغانستان عند انتهاء الحرب السوفيتية الأفغانية، متأثرًا بدروس عبد الله عزام، وبمنصبه السابق في تنظيم القاعدة كمفتي ومنظِّر وشرعيّ (قاضي) للتنظيم. وكان سفره إلى الأردن بعد أحداث تفجير مركز الفنون، الذي يملكه الفنان عبد الحسين عبد الرضا سنة 1991، والذي اعترف المقدسي لاحقًا بالتخطيط له. كان أبرز أعضاء الجماعة من الأفغان الأردنيين(1) وعناصر من حزب التحرير الإسلامي وعناصر من جماعة بيعة التجديد.

## ظهور التنظيمات المسلحة
قبل بروز جماعة الموحدين على سطح المشهد السياسي الأردني، شهد عقد التسعينيات أول ظهور للجماعات والتنظيمات الجهادية السرية المتفرقة، غير واضحة الأطر التنظيمية والفكرية. ومن الأمثلة المبكرة على ذلك ”جيش محمد“ عام 1991، وشباب “النفير الإسلامي“ والتي اتهم بها نائبان إسلاميان هما ليث شبيلات ويعقوب قرش عام 1992، وما سمي بتنظيم ”مؤتة العسكرية“ عام 1993، وقد برأتهم فيما بعد محكمة التمييز، وتنظيم ”الأفغان الأردنيون“ عام 1994. والكثير من القضايا والتنظيمات الأخرى. التي تعتمد على أفكار سلفية، وكتب إسلامية متنوعة، كمؤلفات سيد قطب وأبو الأعلى المودودي، وكتب رواد وشوامخ الفكر السلفي التاريخي، مثل ابن تيمية، ومحمد بن عبد الوهاب، والشوكاني، وغيرهم.

## بداية التنظيم
نشر موقع منبر التوحيد والجهاد التابع للمقدسي في شهر يوليو من سنة 2004 رسالة بعنوان «الزرقاوي؛ مناصرة ومناصحة آمال وآلام» كتبها أبو محمد المقدسي من داخل سجن قفقفا الأردني. شرح فيها أحداث بداية تكوين التنظيم.
| تنظيم بيعة الإمام | فقد لقيت أبا مصعب لأول مرة في بيشاور لقاءً عابراً في بيت الأخ أبي الوليد الأنصاري حفظه الله. وكان ذلك في أوائل التسعينيات ولم أكن أعرفه من قبل فقد كان قدومي للأردن حديثا، ثم لما عاد من أفغانستان زارني في بيتي يتشوق لنصرة التوحيد والدعوة إلى الله. وكان أبو الوليد هو الذي أعطاه عنواني في الأردن ونصحه بالاتصال بي إن أراد العمل لدين الله في الأردن .... فتعاونا سوياً في هذا المجال .... وتنبهت الأجهزة الأمنية لذلك فداهمت منازلنا في أوقات متفاوتة وبدأت عملية المطاردة والاعتقال، فاعتقلنا تباعاً ومكثنا في زنازن دائرة المخابرات فترات أقلها ستة شهور، كانت بالنسبة لأكثرنا التجربة الأولى في وجه أعداء الله في هذا البلد. | تنظيم بيعة الإمام |

## حملة الاعتقالات
بحسب الجهات الأمنية في الأردن، تداول أعضاء التنظيم فكرة القيام باغتيال أحد أفراد وحدة مكافحة الإرهاب في دائرة المخابرات العامة، أو مهاجمة دائرة المخابرات العامة والقيام بأعمال مسلحة أخرى.

### محاولة الفرار
بعد اكتشاف التنظيم حاول الزرقاوي والمقدسي الفرار وعدم تسليم أنفسهما، وذكر أبو أشرف أن الزرقاوي كان يتجول وهو مسلّح، وقد تُرك عقب كمين لكونه مسلحا. ليُعتَقل لاحقًا في 29 مارس 1994 وتمَّ اعتقال المقدسي بعدها بخمسة أيام. ويظهر ذلك جليًا من خلال إفادة الزرقاوي إذ يقول في إفادته: «كنت سأفعل المستحيل لئلا ً أذهب إليهم، وكنت سأقاوم إن هم قرروا اقتيادي، وعندما عرفت أنني قد استدعيت، اشتريت رشاشا، ودفعت ثمنه 800 دينار، لقد ّ فعلت ذلك لهدف المقاومة إن جاءت الشرطة إلى منـزلي... كان لدي ثلاثة مخازن لذلك السلاح وخمس وثلاثون رصاصة.» وقد وقَّع الزرقاوي على اعترافاته المفصلة أمام المدعى العام العسكري وأقر بقوله: «أنا مذنب لحيازتي قنابل وألغام دون ترخيصٍ قانوني، ولتدخلي في تزوير جواز سفر واستعماله، وأنا أصادق على ذلك وأوقع».

### القبض على أعضاء التنظيم
في 29 مارس 1994، ألقت السلطات الأردنية القبض على المقدسي ومن معه. فكان ذلك أول ظهور علني لتيار السلفية الجهادية في الأردن. أما الخيط الذي قاد السلطات الأمنية إليه هو انكشاف خلية إرهابية، من بين أفرادها أبو مصعب الزرقاوي الذي عُثر في منزله على 5 ألغام مضادة للأفراد و7 قنابل يدوية وصواريخ، ليعترف بدوره أنه حصل عليها من المقدسي بهدف القيام بعمليات مسلحة ضد إسرائيل، وكانت تلك الأسلحة هي ذاتها التي كان يجمعها المقدسي في الكويت من بقايا الغزو العراقي، واستطاع تهريبها معه حين غادر إلى الأردن.
كما ألقت الأجهزة الأمنيّة القبض على كافة أعضاء التنظيم قبل أن يتمكنوا من القيام بأي عمليات مسلحة.

## بيان التنظيم
نشر أبو محمد المقدسي، أحد مؤسسي هذه الجماعة بيانًا من داخل سجن سواقة الصحراوي جنوب شرقي العاصمة الأردنية في شوال سنة 1416هـ/1996م، متحدثًا فيه باسمه وباسم من أُعتقل معه، يوضح فيه عقيدتهم وأهدافهم وتفاصيل الاستجواب الذي دار بينه وبين عميد المخابرات الأردنية «علي أمين برجاق». رفض من خلاله التهم الموجهة لجماعته وتسميتهم بـ حركة بيعة الإمام، قائلاً: «فلسنا تنظيماً متقوقعاً على نفسه، أو حزباً منغلقاً على أفراده يوالي بعضهم بعضاً دون سائر المسلمين.. كلا.»

### عقيدة الجماعة
ورد في البيان ما نصه:
- «ندعوهم لنصرة كلمة التوحيد .. والتمسك بالعروة الوثقى والبراءة من الطواغيت وأنصارهم.»
- «ليس لدينا إماماً معيناً نبايعه أو نلزم المسلمين ببيعته كما هو حال كثير من الفرق والجماعات.»

### التسمية
رفضت الجماعة هذه التسمية، وقال المقدسي في بيانه:
- «اسم ( تنظيم بيعة الإمام ) اسم ملفق علينا ألصقته بنا المخابرات.»
- «وإنما لزم التنبيه إلى هذا لأن النظام قد سمانا عبر صحافته أكثر من مرة بهذا الاسم ( حركة بيعة الإمام ). فكان لزاماً أن نبين أن لا علاقة لنا بهذا الاسم من قريب أو بعيد.»
- «كما أننا نرفض أن نتسمى أو نتصف باسم غير الذي سمانا الله به: ﴿هُوَ سَمَّاكُمُ الْمُسْلِمِينَ﴾ [الحج:78]»
- «أقسم بالله أنه لا يوجد أي تنظيم بهذا الاسم، وإن كل ما في الأمر أنني كنت أُعطي المواعظ والخطب. وكان الشباب يلتف حولي، وذلك بعلم من الحكومة الأردنية التي كانت تسمح لي بتلك المواعظ.»[6]
- كما اعترض أعضاء الجماعة على مسمى بيعة الإمام كونهم من أهل السنة لا من الشيعة.[6]

## أعضاء التنظيم
تمَّ اتهام 16 شخصًا بالانتساب لهذه الجماعة، هم:
1. أبو محمد المقدسي.
2. أبو مصعب الزرقاوي.
3. أبو القسام الأردني.
4. عبد المجيد المجالي (أبو قُتيبة) سقط عنه الحكم القضائي بعد العفو، رغم أنه لم يمكث بالسجن لاستصداره تقريراً طبياً يشير إلى مرضه باضطراب الهوية التفارقي.[19]
5. مصطفي حسن موسى.
6. سليمان طالب ضمرة (أبو المعتصم).
7. محمد وصفي عمر (أبو المنتصر).
8. نصري عز الدين الطحاينة (أبو العز).
9. نبيل يوسف أبو حارثية (أبو مجاهد).
10. شريف إبراهيم عبد الفتاح (أبو أشرف).
11. أحمد عبد الله يوسف الزيتاوي.
12. محمد عبد الكريم أحمد الرواشدة.
13. محمد فخري موسى الصالح.
14. علاء الدين عاطف.
15. سعدات عبد الجواد.
16. طلال كايد البدوي.

## عفو ملكي عام
سنة 1996 تم إصدار حكم بالسجن لمدة 15 عامًا على المُتَّهمين. بتُهم تتعلق بـ: تأسيس تنظيم غير قانوني، والتطاول على المقام الملكي، وتزوير جوازات سفر، وحيازة أسلحة ومواد متفجرة دون ترخيص. وبعد مرور 5 سنوات عن اعتقالهم، تمَّ الإفراج عنهم بعفو ملكي عام من قِبل الملك عبد الله الثاني الذي ورث العرش بعد وفاة والده الملك الحسين بن طلال، بتاريخ 22 مارس 1999.
انتقل معظمهم إلى أماكن مختلفة بالعالم (باكستان، العراق، سوريا، لندن) لمواصلة النشاط الجهادي أو الاكتفاء بالنشاط الدعوي.

## انتشار الفكر الجهادي
قامت الدولة الأردنية بوضع المُدانين بسجون متباعدة، فأدى ذلك إلى تقوية الفكر الجهادي في المناطق التي سجنوا فيها. فمن تم وضعه في سجن السلط، صار يتواصل مع المجموعات السلفية في السلط وعلى رأسها «رائد خريسات» المُلقب بـ أبو عبد الرحمن الشامي. الذي أسس سنة 1998 جماعة جند الشام في كردستان العراق قبل غزو العراق. ومن تم سجنه في سجن الجفر في معان صار يتواصل مع «محمد الشلبي» المُلقب بـ أبو سياف. مما زاد من أواصر العلاقات الجهادية في مدينة معان بكونها المدينة التي حارب الآلاف من أولادها مع التنظيمات الجهادية في سوريا.
فكانت جماعة «تنظيم بيعة الإمام» هي النواة الأولى لظهور تنظيم جهادي عالمي مسلَّح تطوَّر وتغير اسمه على مدى سنوات، أشرف أبو مصعب الزرقاوي على وضع حجر الأساس له. وباتَ يُعرف اليوم بـ تنظيم الدولة الإسلامية.

## هامش
- 1 الأفغان الأردنيين: الجهاديون الأردنيون العائدون من أفغانستان إثر الحرب الأفغانية السوفيتية.